# Eleocharis debilis
Eleocharis debilis är en halvgräsart som beskrevs av Carl Sigismund Kunth. Eleocharis debilis ingår i släktet småsäv, och familjen halvgräs. Inga underarter finns listade i Catalogue of Life.